# Krótki rejs
Krótki rejs (Breve traversée) – francuski film z 2001 roku w reżyserii Catherine Breillat.

## Zarys fabuły
Cała akcja filmu trwa niespełna dobę i dzieje się na pokładzie promu, podczas rejsu z jednego z francuskich portów do Anglii. Francuski nastolatek poznaje pełną frustracji i lęków, trzydziestokilkuletnią Brytyjkę. Szybko wywiązuje się między nimi romans, którego zwieńczeniem jest wspólna noc w jej kajucie.

## Obsada
- Sarah Pratt jako Alice
- Gilles Guillain jako Thomas